# Nuno Almeida
Nuno Miguel Palmeiro de Almeida (Lisboa, Portugal, 15 de marzo de 1972) es un exjugador y entrenador de fútbol portugués. Actualmente está sin club.

## Trayectoria

### Como futbolista
Almeida inició su carrera en el Vasco d Gama AC en 1990.Posteriormente, continuó su carrera en diversos clubes del ascenso portugués Operário Lagoa, Espinho, Imortal, Machico, Nacional, Leça y União Madeira.
En 2004, emigró al fútbol estadounidense para jugar en el Syracuse Salty Dogs.Un año más tarde, retornó a su país natal para vestir las camisetas del Palmelense y el Atlético CP.En julio de 2005, emigró al Vihren de Bulgaria donde se terminó retirando del fútbol profesional en 2006.

### Como entrenador
Desde su comienzo como entrenador en 2011, Almeida acompañó a Jesualdo Ferreira como su asistente técnico en sus pasos por Panathinaikos, Sporting de Lisboa, Braga, Zamalek y Al-Sadd.
El 13 de marzo de 2022, fue anunciado como entrenador del Pharco FC.En el mes de diciembre, fue relevado de sus funciones luego de un mal comienzo en la temporada.
Después de un paso como ayudante de Wesam Rizik en Al-Sadd,asumió al frente del Al-Shamal en junio de 2024.Sin embargo, el 5 de diciembre, el club anunció la rescisión de su contrato de "mutuo acuerdo".
El 25 de diciembre de 2024, fue contratado como técnico del Damac en reemplazo de Cosmin Contra. El 27 de marzo de 2025, fue relevado de sus funciones por decisión de la directiva del club.

## Clubes

### Como jugador
| Club                | País           | Año       |
| ------------------- | -------------- | --------- |
| Vasco d Gama AC     | Portugal       | 1990-1994 |
| Operário Lagoa      | Portugal       | 1994-1995 |
| Espinho             | Portugal       | 1995-1996 |
| Imortal             | Portugal       | 1996-1997 |
| Machico             | Portugal       | 1997-1998 |
| Nacional            | Portugal       | 1998-2000 |
| Leça                | Portugal       | 2000-2001 |
| União Madeira       | Portugal       | 2001-2003 |
| Syracuse Salty Dogs | Estados Unidos | 2004      |
| Palmelense          | Portugal       | 2004-2005 |
| Atlético CP         | Portugal       | 2004-2005 |
| Vihren              | Bulgaria       | 2005-2006 |

### Como asistente técnico
| Club               | País     | Año       |
| ------------------ | -------- | --------- |
| Panathinaikos      | Grecia   | 2011-2013 |
| Sporting de Lisboa | Portugal | 2013      |
| Braga              | Portugal | 2013-2014 |
| Zamalek            | Egipto   | 2015      |
| Al-Sadd            | Catar    | 2015-2019 |
| Al-Sadd            | Catar    | 2024      |

### Como entrenador
| Club      | País           | Año       |
| --------- | -------------- | --------- |
| Pharco FC | Egipto         | 2022      |
| Al-Shamal | Catar          | 2024      |
| Damac     | Arabia Saudita | 2024-2025 |